# Динъюань
Динъюа́нь (кит. упр. 定远, пиньинь Dìngyuǎn) — уезд городского округа Чучжоу провинции Аньхой (КНР).

## История
Уезд был образован в 504 году во времена империи Лян. Во времена империи Суй он был переименован в Линьхао (临濠县), но во времена империи Тан ему было возвращено название Динъюань.
В июне 1949 года был образован Специальный район Чусянь (滁县专区), и уезд вошёл в его состав. В 1956 году Специальный район Чусянь был расформирован, и уезд перешёл в состав Специального района Бэнбу (蚌埠专区).
В 1961 году Специальный район Чусянь был образован вновь, и уезд вернулся в его состав. В 1971 году Специальный район Чусянь был переименован в Округ Чусянь (滁县地区).
Постановлением Госсовета КНР от 20 декабря 1992 года округ Чусянь был преобразован в городской округ Чучжоу.

## Административное деление
Уезд делится на 16 посёлков, 5 волостей и 1 национальную волость.